# Volksabstimmungen in der Schweiz 1996
Dieser Artikel bietet eine Übersicht der Volksabstimmungen in der Schweiz im Jahr 1996.
In der Schweiz fanden 1996 auf Bundesebene neun Volksabstimmungen statt, im Rahmen dreier Urnengänge am 10. März, 9. Juni und 1. Dezember. Dabei handelte es sich um fünf obligatorische Referenden, eine Volksinitiative, einen Gegenentwurf zu einer zurückgezogenen Volksinitiative und zwei fakultative Referenden.

## Abstimmungen am 10. März 1996

### Ergebnisse
| Nr. | Vorlage | Art | Stimm- berechtigte | Abgegebene Stimmen | Beteiligung | Gültige Stimmen | Ja        | Nein    | Ja-Anteil | Nein-Anteil | Stände | Ergebnis |
| --- | --- | --- | ------------------ | ------------------ | ----------- | --------------- | --------- | ------- | --------- | ----------- | ------ | -------- |
| 425 | Bundesbeschluss über die Revision des Sprachenartikels in der Bundesverfassung (Art. 116 BV)                                | OR  | 4'599'317          | 1'427'282          | 31,03 %     | 1'381'205       | 1'052'052 | 329'153 | 76,17 %   | 23,83 %     | 23:0   | ja       |
| 426 | Bundesbeschluss über den Übertritt der bernischen Gemeinde Vellerat zum Kanton Jura                                         | OR  | 4'599'317          | 1'425'539          | 30,98 %     | 1'364'833       | 1'250'728 | 114'105 | 91,64 %   | 08,36 %     | 23:0   | ja       |
| 427 | Bundesbeschluss über die Aufhebung der kantonalen Zuständigkeit im Bereich der persönlichen Ausrüstung der Armeeangehörigen | OR  | 4'599'317          | 1'426'568          | 31,02 %     | 1'376'700       | 0'601'613 | 775'087 | 43,70 %   | 56,30 %     | 3:20   | nein     |
| 428 | Bundesbeschluss über die Aufhebung der Pflicht zum Ankauf von Brennapparaten und zur Übernahme von Branntwein               | OR  | 4'599'317          | 1'422'265          | 30,92 %     | 1'349'998       | 1'090'783 | 259'215 | 80,80 %   | 19,20 %     | 23:0   | ja       |
| 429 | Bundesbeschluss über die Aufhebung der Bundesbeiträge an Bahnhofparkplatzanlagen                                            | OR  | 4'599'317          | 1'425'049          | 30,97 %     | 1'374'011       | 0'741'219 | 632'792 | 53,95 %   | 46,05 %     | 14:9   | ja       |

### Sprachenartikel
1991 stellte der Bundesrat in einem Bericht «eine spürbar wachsende Gleichgültigkeit gegenüber der Viersprachigkeit der Schweiz fest, die besonders die sprachlichen Minderheiten betrifft, letztlich aber das gesamte Land in seiner Nationalität bedroht». Eine von ihm beauftragte Expertenkommission schlug daraufhin einen neuen Sprachenartikel in der Bundesverfassung vor. Die parlamentarischen Beratungen zogen sich über vier Jahre hin, weil sich weder die Anhänger eines strikten Territorialitätsprinzips (vor allem in der Romandie) noch der vollständigen Sprachenfreiheit durchsetzen konnten. Schliesslich einigte man sich auf einen Kompromiss. Künftig sollte die Verfassung Deutsch, Französisch, Italienisch und Rätoromanisch als Landessprachen nennen, die drei Erstgenannten als Amtssprache und das Rätoromanische als Teilamtssprache. Bund und Kantone sollten die Verständigung unter den Sprachgemeinschaften fördern. Ebenso sollte der Bund Massnahmen der Kantone Graubünden und Tessin zur Förderung des Rätoromanischen und des Italienischen fördern. Nur die Freiheitspartei und die Schweizer Demokraten sprachen sich gegen die Verfassungsänderung aus, da sie eine klare Festschreibung des Territorialitätsprinzips vermissten. Alle anderen Parteien gaben die Ja-Parole heraus; ihr Hauptanliegen war der Schutz der kulturellen Vielfalt im Allgemeinen und der rätoromanischen Sprache im Speziellen. Bei einer sehr tiefen Beteiligung (der viertschlechtesten der Geschichte) nahmen über drei Viertel der Abstimmenden und alle Kantone die Vorlage an.

### Kantonswechsel der Gemeinde Vellerat
Im Rahmen des Verfahrens für die Gründung des Kantons Jura stimmte die im Amtsbezirk Moutier gelegene Gemeinde Vellerat in den Juraplebisziten der 1970er Jahre jeweils für einen Kantonswechsel. Dies blieb ihr jedoch verwehrt, weil sie nicht direkt an den jurassischen Bezirk Delémont grenzt. Somit verblieb Vellerat als einzige Gemeinde gegen ihren Willen beim Kanton Bern. 1993 gab die Berner Kantonsregierung dem politischen Druck nach und leitete das Verfahren für den Kantonswechsel ein. Nachdem die Regierungen und das Volk beider betroffenen Kantone ihre Zustimmung gegeben hatten, hiessen auch National- und Ständerat den Übertritt gut. Da der Bundesbeschluss dem obligatorischen Referendum unterworfen war, stand am Ende des Verfahrens eine eidgenössische Volksabstimmung. Die Vorlage stiess allgemein auf sehr geringes Interesse, auch wenn in den Medien ausführliche Reportagen über Vellerat erschienen. Keine einzige Partei sprach sich für eine Ablehnung aus. Mehr als neun Zehntel der Abstimmenden nahmen die völlig unumstrittene Vorlage an, in Vellerat selbst lautete das Ergebnis 42:0. Seit der Totalrevision der Bundesverfassung 1999 ist bei Kantonswechseln kein obligatorisches Referendum mehr erforderlich. 2019 fusionierte Vellerat mit der Gemeinde Courrendlin.

### Persönliche militärische Ausrüstung
Zur Sanierung des defizitären Bundeshaushalts schlug der Bundesrat im Oktober 1994 insgesamt 21 Sparmassnahmen vor. Eine davon betraf die Zuständigkeit bei der Beschaffung von Bekleidung und Ausrüstung der Armeeangehörigen. Seit 1874 wies die Bundesverfassung diese Aufgabe den Kantonen zu. Nach dem bisherigen System bestellte der Bund jedes Jahr die benötigten Gegenstände über die kantonalen Militärdirektionen, die ihrerseits die Fabrikationsaufträge im Sinne des regionalen Ausgleichs an zahlreiche kleine und mittlere Unternehmen vergaben. Dieses aufwendige Verfahren sollte nun zentralisiert werden, wovon man sich jährlich Einsparungen in der Höhe von rund 15 Millionen Franken versprach. Im Parlament war der Systemwechsel unbestritten, nur eine kleine Minderheit stellte sich dagegen. Die Befürworter hielten die dezentrale Beschaffung für unwirtschaftlich und schwerfällig, ausserdem sei sie mit einem hohen administrativen Aufwand verbunden. Zu den Gegnern gehörte neben verschiedenen kleinen Parteien auch die CVP. Sie argumentierten vor allem mit dem drohenden Abbau von Arbeitsplätzen in Randregionen. Die Mehrheit der Abstimmenden und der Kantone lehnten die Vorlage ab; Ja-Mehrheiten resultierten nur in den Kantonen Basel-Landschaft, Basel-Stadt, Genf und Zürich.

### Brennapparate und Branntwein
Gemäss der Bundesverfassung war die Eidgenössische Alkoholverwaltung bisher verpflichtet, ihr angebotene Brennanlagen zu kaufen, um so die Produktion und den Konsum von Branntweinen zu verringern. Da sich die Zahl der Brennapparate aber ohnehin jedes Jahr verringerte, sollte die Ankaufspflicht nun gestrichen werden. Ausserdem sollte die Alkoholverwaltung von der Pflicht befreit werden, in der Schweiz produzierten Branntwein zu einem garantierten Preis zu übernehmen (ausgenommen waren Spezialitätenbranntweine und der Eigenbedarf der Landwirte). Ursprünglich hatten diese Massnahmen eine gesundheitspolitische Bedeutung, doch über die Jahrzehnte war der Absatz von Kernobstbranntwein drastisch zurückgegangen, was erhebliche Verwertungskosten verursachte. Insgesamt erhoffte man sich durch diese Massnahmen jährliche Einsparungen in der Höhe von dreieinhalb Millionen Franken. Wie schon im Parlament war diese Vorlage auch vor der Abstimmung völlig unumstritten, sämtliche Parteien beschlossen die Ja-Parole, und es machte sich überhaupt keine Opposition bemerkbar. Über vier Fünftel der Abstimmenden und sämtliche Kantone sprachen sich für die Streichung der entsprechenden Verfassungsbestimmungen aus.

### Beiträge an Bahnhofparkplätze
Die 1983 von Volk und Ständen angenommene Neuregelung der Treibstoffzölle schrieb vor, dass mit den Einnahmen unter anderem der Bau von Parkplatzanlagen an Bahnhöfen mitfinanziert werden soll, um den Umstieg vom privaten auf den öffentlichen Verkehr zu fördern. Im Rahmen des Sanierungspakets schlug der Bundesrat vor, diese Finanzhilfe wieder aufzuheben und den entsprechenden Passus aus der Bundesverfassung zu streichen, denn die Anstrengungen der letzten Jahre hätten zum gewünschten Ergebnis geführt. Das Parlament gab seine Zustimmung, ebenso sämtliche bürgerlichen Parteien und Wirtschaftsverbände. Die Befürworter betonten, Parkplätze an Bahnhöfen seien keine prioritären Aufgaben des Bundes und deren Finanzierung sei angesichts der prekären Finanzlage ohnehin nicht mehr zu rechtfertigen. Gegen die Vorlage stellten sich die PdA und Teile der SP. Sie waren vor allem verärgert darüber, dass das Parlament die Lockerung der Zweckbindung bei den Treibstoffzöllen zurückgewiesen hatte. Dadurch wäre es nämlich möglich gewesen, diese Einnahmen künftig auch für Bahninfrastrukturprojekte einzusetzen. Entgegen den Erwartungen befürwortete nur eine knappe Mehrheit der Abstimmenden die Vorlage, während das Ständemehr etwas deutlicher ausfiel.

## Abstimmungen am 9. Juni 1996

### Ergebnisse
| Nr. | Vorlage | Art | Stimm- berechtigte | Abgegebene Stimmen | Beteiligung | Gültige Stimmen | Ja        | Nein    | Ja-Anteil | Nein-Anteil | Stände | Ergebnis |
| --- | --- | --- | ------------------ | ------------------ | ----------- | --------------- | --------- | ------- | --------- | ----------- | ------ | -------- |
| 430 | Gegenentwurf der Bundesversammlung vom 21. Dezember 1995 zur Volksinitiative «Bauern und Konsumenten – für eine naturnahe Landwirtschaft» | GE  | 4'602'577          | 1'445'996          | 31,42 %     | 1'400'408       | 1'086'534 | 313'874 | 77,59 %   | 22,41 %     | 23:0   | ja       |
| 431 | Regierungs- und Verwaltungsorganisationsgesetz vom 6. Oktober 1995                                                                        | FR  | 4'602'577          | 1'442'422          | 31,34 %     | 1'382'620       | 0'544'630 | 837'990 | 39,39 %   | 60,61 %     | –      | nein     |

### Landwirtschaftsartikel
Eine 1991 von Bauern- und Konsumentenorganisationen eingereichte Volksinitiative, die in direkter Konkurrenz zu einer Initiative des Bauernverbands stand, verfolgte die Absicht, die Aufgaben der Landwirtschaft und die entsprechenden Massnahmen in der Verfassung festzuhalten. Ausserdem verlangte sie die umfassende Förderung umweltfreundlicher Betriebe. Bauernhöfe, die schädliche Techniken anwenden, sowie Tierfabriken sollten nicht mehr von direkter Bundeshilfe profitieren können. 1992 wies der Bundesrat das Begehren zurück, weil die meisten Forderungen bereits mit dem Gegenentwurf zur Initiative des Bauernverbands erfüllt würden. Der Ständerat war mit diesem Vorgehen nicht einverstanden und arbeitete einen weiteren Gegenentwurf aus. Unter dem Eindruck des negativen Volksentscheids zum Landwirtschaftsgesetz vom 12. März 1995 setzte sich der Nationalrat mit seiner Haltung durch, dass im Gegenentwurf auch die Forderungen der Abstimmungssieger einfliessen müssten. Der neue Entwurf ging hinsichtlich ökologischer Standards und Deklarationspflichten weiter, worauf die Initianten ihr Begehren zurückzogen. Der Gegenentwurf sollte den Bund dazu verpflichten, mit Direktzahlungen die Nachhaltigkeit in der Landwirtschaft zu fördern und mit wirtschaftlichen Anreizen besonders natur- und tierfreundliche Produktionsformen zu unterstützen. Fast alle Parteien und Interessenverbände unterstützten die Vorlage. Allgemein war man sich einig, dass der Artikel überfällig und die vorgeschlagene Fassung eine gute Basis für eine markt-, umwelt- und tiergerechte Landwirtschaft sei. Einzig die Freiheitspartei und kleinere Bauernorganisationen sprachen sich dagegen aus. Sie warnten vor einer unnötigen Bevormundung der Konsumenten und hohen Investitionskosten für die Landwirte. Mehr als drei Viertel der Abstimmenden und alle Kantone nahmen die Verfassungsänderung an.

### Regierungs- und Verwaltungsorganisation
Verschiedene innenpolitische Probleme und vor allem die wachsende Internationalisierung liessen Zweifel an der Funktionsfähigkeit der Regierung aufkommen, weshalb die freisinnigen Parlamentarier René Rhinow und Gilles Petitpierre in beiden Kammern parlamentarische Initiativen für eine Regierungsreform einreichten. Der Bundesrat setzte daraufhin eine Expertenkommission ein, um die gegenwärtige Situation zu analysieren. Eine grundsätzliche Reform schien ohne Verfassungsänderung nicht möglich, also schlug sie als Zwischenmassnahme die Einsetzung persönlicher Staatssekretäre vor, die im In- und Ausland die einzelnen Bundesräte vertreten würden. In der Differenzbereinigung einigten sich beide Kammern auf zehn Staatssekretäre. Ausserdem sollte der Bundesrat die Kompetenz erhalten, die Bundesverwaltung unabhängig vom Parlament selber zu organisieren und neue Arbeitsmethoden in der Verwaltung einzuführen. Verschiedene bürgerliche Parlamentarier, die sich gegen die Staatssekretäre ausgesprochen hatten, ergriffen erfolgreich das Referendum. Zwar unterstützten FDP, CVP und SP die Vorlage, doch die Parteien waren gespalten. Die Befürworter argumentierten, mit dem Gesetz könnten die gewachsenen und komplexer gewordenen Aufgaben der Regierung effizienter, besser und kostengünstiger erfüllt werden, wodurch sich die Bundesräte auf die wesentlichen Aufgaben konzentrieren könnten. Zu den Gegnern zählten insbesondere die SVP, kleine Rechtsparteien und der Gewerbeverband. Sie bezeichneten die Staatssekretäre als überflüssig und teuer. Zudem würden sich die Bundesräte noch mehr vom Volk distanzieren, und die Verwaltung würde aufgebläht. Mehr als drei Fünftel der Abstimmenden verwarfen die Vorlage, nur in den Kantonen Genf, Neuenburg und Waadt kamen Ja-Mehrheiten zustande.

## Abstimmungen am 1. Dezember 1996

### Ergebnisse
| Nr. | Vorlage                                                                                                   | Art | Stimm- berechtigte | Abgegebene Stimmen | Beteiligung | Gültige Stimmen | Ja      | Nein      | Ja-Anteil | Nein-Anteil | Stände | Ergebnis |
| --- | --- | --- | ------------------ | ------------------ | ----------- | --------------- | ------- | --------- | --------- | ----------- | ------ | -------- |
| 432 | Eidgenössische Volksinitiative «gegen die illegale Einwanderung»                                          | VI  | 4'612'166          | 2'156'106          | 46,75 %     | 2'121'168       | 982'867 | 1'138'301 | 46,34 %   | 53,66 %     | 11:12  | nein     |
| 433 | Bundesgesetz über die Arbeit in Industrie, Gewerbe und Handel (Arbeitsgesetz), Änderung vom 22. März 1996 | FR  | 4'612'166          | 2'154'933          | 46,72 %     | 2'116'835       | 697'874 | 1'418'961 | 32,97 %   | 67,03 %     | –      | nein     |

### Illegale Einwanderung
Als Reaktion auf die rekordhohe Zahl von Asylgesuchen bei gleichzeitig sehr tiefem Prozentsatz anerkannter Flüchtlinge reichte die SVP im Oktober 1993 eine Volksinitiative ein. Ihr Ziel war die Verhinderung der illegalen Einreise und des Missbrauchs des Asylrechts. Zukünftig sollte auf solche Gesuche gar nicht mehr erst eingetreten werden, zudem sollten abgewiesene Asylbewerber ausgewiesen werden (davon ausgenommen sollten Verfolgte sein). Vorgesehen waren eine Verkürzung des Beschwerdeverfahrens und eine Einschränkung des Beschwerderechts. Ebenso sollten Asylbewerber keinen Anspruch auf Niederlassungsfreiheit und kein Recht auf Erwerbstätigkeit haben. Der Bundesrat empfand die Initiative als überholt und überflüssig, da sich die Situation inzwischen grundlegend geändert habe und mehrere Forderungen bereits per Gesetz erfüllt worden seien. Das Parlament folgte dieser Einschätzung. Vor der Abstimmung erhielt die SVP lediglich Unterstützung von anderen Rechtsparteien. Diesen Nachteil versuchte sie mit einer aggressiven Werbekampagne auszugleichen, die zum Teil mit fremdenfeindlichen Schlagworten argumentierte. Sie rief die Schweizer dazu auf, dem Missbrauch des Sozialwesens durch «unechte Flüchtlinge» einen Riegel zu schieben. Die Gegner, die sich zu einem nationalen Komitee zusammengeschlossen hatten, bezeichneten die Initiative als kontraproduktiv, unnötig, irreführend und gefährlich. Sie trage nichts zur Problemlösung bei und führe zur Aufblähung des Verwaltungsapparats. Eine knappe Mehrheit von Volk und Ständen lehnte die Initiative ab.

### Revision des Arbeitsgesetzes
1989 wollte der Bundesrat das Arbeitsgesetz revidieren; vorgesehen war insbesondere eine Lockerung des 1877 eingeführten Sonntags- und Nachtarbeitsverbots für Frauen. Massive Kritik während der Vernehmlassung blockierte jedoch zunächst das Vorhaben. Arbeitgeberorganisationen drängten daraufhin erfolgreich auf die Kündigung eines entsprechenden ILO-Abkommens, um den Weg für die Revision freizumachen. Im Februar 1994 beantragte der Bundesrat erneut die Aufhebung des Sonntags- und Nachtarbeitsverbots für Frauen. Ohne behördliche Bewilligung sollten Arbeitnehmer ausserdem neu bis 23 Uhr (statt 20 Uhr) beschäftigt werden dürfen, ausserdem sollte die Bewilligungspflicht für Überzeitarbeit abgeschafft werden. Da das Parlament relativ knapp und gegen den Willen des Bundesrats darauf beharrte, auf die zur Kompensation vorgesehenen Zeitzuschläge zu verzichten, ergriffen der Schweizerische Gewerkschaftsbund, der Christlichnationale Gewerkschaftsbund und die EDU das Referendum. In der emotional geführten Abstimmungskampagne konnte die geschlossene Front der Gewerkschaften und linken Parteien bis in die politische Mitte auf Unterstützung zählen. Die Gegner bezichtigten die bürgerliche Parlamentsmehrheit, den sozialen Ausgleich über Bord geworfen zu haben und eine einseitig auf Aktionärsinteressen ausgerichtete Politik zu betreiben. Kirchliche Kreise kritisierten insbesondere die Aufweichung des Sonntagsarbeitsverbots. SVP, FDP und Arbeitgeberverbände versuchten die Revision als Schritt zur Gleichstellung der Geschlechter darzustellen. Sie vertraten auch die Ansicht, eine Deregulierung der Arbeitszeit stärke den Wirtschaftsstandort Schweiz und sichere damit längerfristig Arbeitsplätze. Mehr als zwei Drittel der Abstimmenden lehnten die Vorlage ab.